# Заславское водохранилище

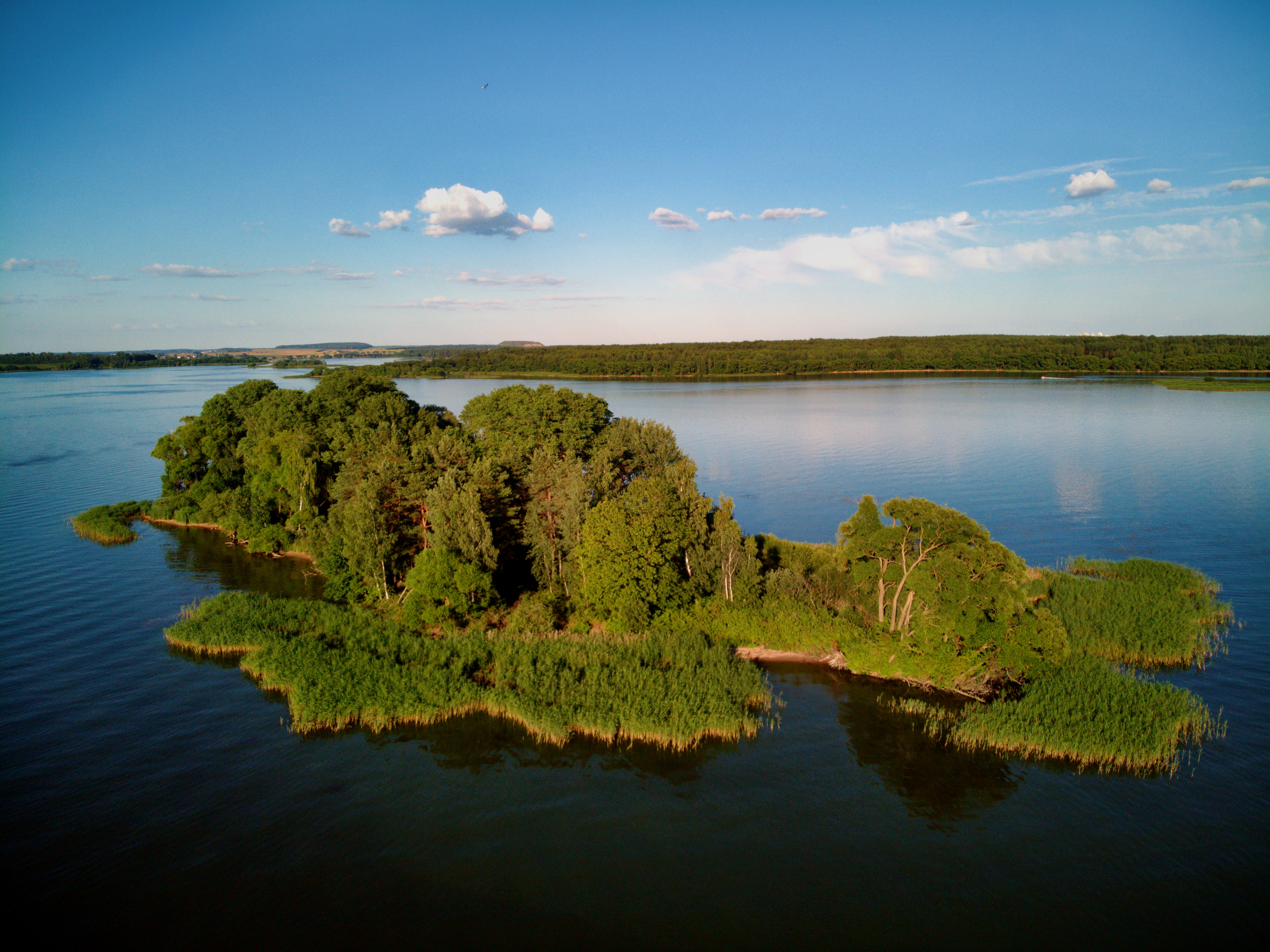
остров в Заславском водохранилище

Засла́вское водохрани́лище (бел. Заслаўскае вадасховішча) — второй по площади искусственный водоём в Беларуси. Расположено в 10 км к северо-западу от Минска, на северо-восточных склонах Минской возвышенности на высоте 210,4 м. Иногда называется Ми́нским мо́рем.

## История
Образовано в 1956 году плотиной на реке Свислочь для борьбы с паводками в Минске и для регулирования стока реки. Входит в состав Вилейско-Минской водной системы.
Гидрологические наблюдения ведутся с 1959 года.

## Параметры
Площадь зеркала — 31,1 км², длина — 10 км, наибольшая ширина — 4,5 км, средняя — 3,11 км, наибольшая глубина — около 8 м, средняя глубина — 3,5 м. Объём: полный — 108,5 млн м³, полезный — 50 млн м³. 10 островов.
Водосбор (562 км²) крупнохолмистый, расчленённый лощинами и оврагами, сложен преимущественно песчано-глинистыми грунтами, в понижениях — торфяники, распаханность — 34 %, залесенность — 43 %.
Естественный средний годовой сток за многолетний период в створе гидроузла — 129,8 млн м³. Половодье приходится на март-май месяцы. Питание реки — смешанное, с преобладанием снегового.
Длина береговой линии — 55 км. Склоны котловины пологие, на юге и севере задернованные, на востоке и западе покрыты смешанным лесом, при впадении реки Вяча заболочены.

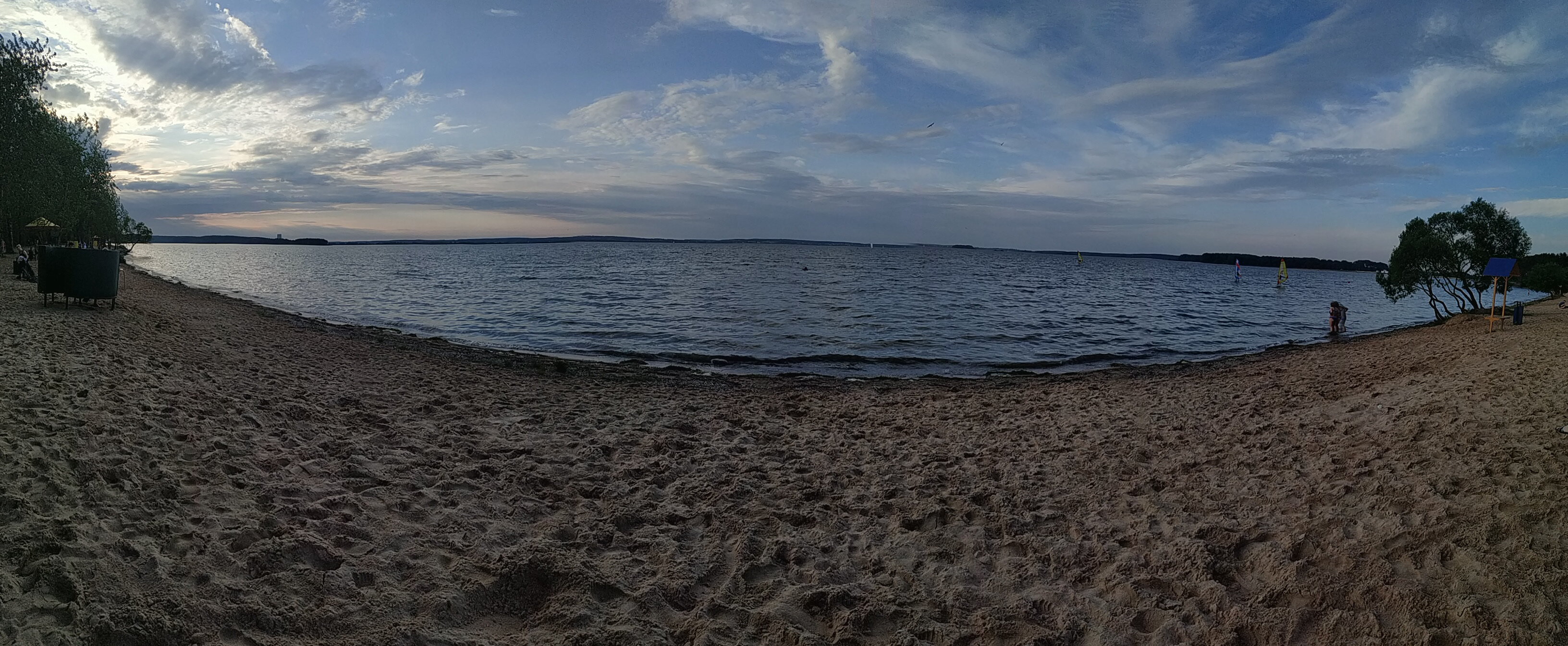
Панорамный вид Заславского водохранилища

Чаша Заславского водохранилища до затопления была заболоченной поймой рек Свислочь, Вяча, Ратомка и Чернявка.
Замерзает в первой половине декабря, вскрывается в середине апреля. Толщина льда 50-70 см. Минерализация воды 190—340 мг/л.
Зарастает в восточной части (осока, пузырчатый аир, ряска). Обитают окунь, ёрш, плотва, щука, уклейка и др.
Состав сооружений гидроузла: плотина, ограждающая дамба, водосброс, ГЭС.
Плотина земляная, длиной 831 метр, с глиняным экраном, закрытым трубчатым дренажом, крепление верхового откоса — железобетонные плиты, по гребню плотины выполнен волноотбойный парапет, максимальная высота плотины — 12 метров, ширина по гребню — 10 м.
Водосброс — бетонный, два пролёта по 6 м, с двумя донными водовыпусками, затворы сегментные. Расчетный пропуск воды — 180 м³/с.
ГЭС Гонолес — бетонная, бычкового типа, один гидроагрегат и установленной мощностью 215 кВт. В 1994 году ГЭС обновлена с увеличением установленной мощности до 300 кВт.
При впадении реки Свислочь — город Заславль.
На берегу водохранилища расположен санаторно-оздоровительный комплекс Юность на 250 мест, санатории-профилактории: Лазурный на 150 мест, Свитанок на 180 мест, Спутник на 100 мест, санаторий-профилакторий БНТУ